# Rébellion irlandaise de 1641
Guerres confédérées irlandaises
La Rébellion irlandaise de 1641 débuta comme une tentative de coup d'État, menée par la petite noblesse irlandaise catholique, qui dégénéra ensuite rapidement en une violence intercommunautaire sanglante entre les Irlandais catholiques de souche d'une part, et les colons protestants anglais et écossais d'autre part, constituant un des épisodes des guerres confédérées irlandaises, appartenant elles-mêmes aux guerres des Trois Royaumes.
Le soulèvement trouva sa source dans la crainte des catholiques d'une invasion imminente de l'Irlande par les forces anticatholiques du Parlement anglais et les Covenanters écossais. À son tour, l'association des rebelles et de Charles Ier fut une des raisons du déclenchement de la Guerre civile anglaise. La rébellion irlandaise éclata en octobre 1641, et fut suivie pendant plusieurs mois de violents désordres jusqu'à ce que la noblesse et le clergé irlandais formassent la Confédération irlandaise à l'été 1642. La Confédération devint de fait le gouvernement de l'Irlande, s'alignant assez librement sur les Royalistes pendant les guerres des Trois Royaumes. La guerre qui en découla se poursuivit en Irlande jusque dans les années 1650, lorsque la New Model Army d'Oliver Cromwell battit de façon décisive les confédérés et les royalistes, reconquérant l'ensemble du pays.

## Causes
La cause première de la rébellion de 1641 vint de l'échec de l'État anglais en Irlande d'intégrer l'élite irlandaise autochtone lors de la reconquête du pays par les Tudor. La population irlandaise pré-élisabéthaine était traditionnellement divisée en « Vieux Irlandais » (d'origine gaélique) et en « Vieux Anglais », descendants des colons normands médiévaux. Ces deux groupes étaient historiquement antagonistes, les Anglais ayant colonisé des régions comme le Pale autour de Dublin, le sud du Wexford et d'autres villes qu'ils fortifièrent contre la population rurale gaélique. 
Pourtant, au XVIIe siècle, la division culturelle entre ces deux groupes, spécialement parmi l'élite, s'estompait. Par exemple, la plupart des seigneurs anglais non seulement parlaient le gaélique irlandais, mais aussi soutenaient massivement la poésie et la musique irlandaises, Hiberniores Hibernis ipsis (plus irlandais que les Irlandais eux-mêmes). Les mariages mixtes étaient également communs. Mais, après la reconquête élisabéthaine, les autochtones se différencièrent des nouveaux colons britanniques par leur religion, les premiers étant catholiques romains, et les seconds protestants, tout comme le gouvernement établi par les Anglais. Durant les décennies qui séparèrent la fin des guerres élisabéthaines en 1603 du déclenchement de la rébellion en 1641, les Irlandais catholiques se sentirent de plus en plus menacés et discriminés par le gouvernement anglais de l'Irlande.

### Plantations
La conquête anglaise de l'Irlande au XVIe siècle et au début du XVIIe siècle fut marquée par des plantations à grande échelle, principalement en Ulster et dans le Munster. Elles donnèrent lieu à des expropriations massives des propriétaires irlandais, généralement comme punition pour rébellion, et à l'attribution de ces terres à des colons venant d'Angleterre ou d'Écosse. Les règles de la Plantation, principalement en Ulster, étaient très dures pour la population indigène, qui ne pouvait ni posséder, ni louer de terres dans les zones plantées, ni même travailler sur les terres des colons. La conséquence de cette politique fut la disparition de clans irlandais autrefois puissants, comme les O'Neill et les O'Donnell, épisode culminant lors de la Fuite des comtes en 1607. Beaucoup des exilés, notamment Owen Roe O'Neill, prirent du service en tant que mercenaires dans les armées catholiques d'Espagne et de France. Ils formèrent une communauté irlandaise émigrée farouchement hostile à l'État britannique protestant d'Irlande. Une autre conséquence fut le développement de rancunes entre les autochtones et les colons, à tous les niveaux de la société, qui allaient exploser en violence en 1641.

### La question religieuse
Pourtant, la noblesse et la haute bourgeoisie irlandaises n'étaient pas, dans leur majorité, hostiles à l'idée de la souveraineté du roi d'Angleterre sur Irlande, mais ils désiraient être des sujets à part entière de cette monarchie triple, et ils voulaient également conserver leur rôle prééminent dans la société irlandaise. Mais ceci ne pouvait se réaliser pour deux raisons : tout d'abord leur dissidence religieuse, et, en second lieu, la menace que représentait pour eux l'extension des Plantations. Le Protestantisme était la religion officielle des trois royaumes d'Irlande, d'Angleterre et d'Écosse. L'absence aux services religieux protestants était passible d'amendes, et la pratique publique d'une autre religion valait une arrestation. Les Catholiques ne pouvaient servir ni l'État, ni l'armée. Le Conseil privé d'Irlande était dominé par des Anglais protestants.
Les élections au Parlement d'Irlande furent organisées dans les années 1610 de façon à donner une majorité aux Protestants. De plus, le Parlement irlandais était assujetti au Parlement anglais par un décret du XVe siècle, appelé Poynings' Law. Le gouvernement d'Irlande, dominé par les Protestants, et donc par les colons, essaya de confisquer davantage de terres appartenant aux propriétaires autochtones, soit en mettant en doute leurs titres de propriété médiévaux, soit comme châtiment pour leurs absences aux offices religieux protestants. Les Irlandais catholiques réagirent en faisant appel directement au roi, tout d'abord à Jacques Ier, puis à Charles Ier, arguant de leurs pleins droits de sujets et de la tolérance religieuse.
En plusieurs occasions, les monarques anglais parurent aboutir à un accord avec eux, accédant à leurs demandes en échange de taxes accrues. Aussi, les Irlandais catholiques furent dépités lorsque, après avoir payé les taxes demandées, le roi remit à plus tard la réalisation de leurs demandes. 
Qui plus est, à la fin des années 1630, Thomas Wentworth, représentant de Charles Ier en Irlande, se proposa d'étendre les confiscations des terres autochtones, pour procurer des financements supplémentaires au roi et s'enrichir au passage. Ces confiscations provoquèrent la colère des catholiques mais aussi des protestants, qui craignaient des représailles. Il est probable que tout cela aurait fini par provoquer une résistance armée de la part des Irlandais catholiques, mais la déstabilisation du pouvoir politique anglais hâta cette rébellion.

### Complot
En 1640, l'Écosse se révolta contre la politique religieuse de Charles Ier, la trouvant trop proche du Catholicisme. La tentative du roi de réprimer militairement la Guerre des évêques échoua lorsque le Parlement anglais, qui avait des préoccupations religieuses identiques à celles des Écossais, refusa de voter de nouvelles taxes afin de lever une armée. C'est pourquoi Charles négocia avec les Irlandais catholiques le recrutement d'une armée irlandaise pour mettre fin à la rébellion en Écosse, avec la promesse de répondre aux vieilles demandes des Irlandais catholiques. Les Écossais et le Long Parlement virent là une confirmation que Charles était un tyran, qui désirait imposer le catholicisme à ses royaumes, et gouverner sans consulter son Parlement. Au début de 1641, les Écossais et le Parlement anglais suggérèrent publiquement d'envahir l'Irlande et d'étouffer le catholicisme une fois pour toutes. Effrayé par cette menace, un petit groupe de conspirateurs irlandais catholiques conçut un plan pour s'emparer au nom du roi de Dublin et d'autres villes importantes du pays, à la fois pour contrer l'invasion, et pour forcer le roi à céder aux demandes des Catholiques.

### Facteurs économiques
L'économie contribua aussi à faire glisser l'Irlande dans la rébellion. L'économie irlandaise avait subi une récession, et les récoltes de 1641 étaient mauvaises. Des conspirateurs tels que Felim O'Neill et Rory O'Moore (en) étaient lourdement endettés, et risquaient de perdre leurs terres au profit de leurs créanciers. De plus, la paysannerie irlandaise devait supporter une mauvaise récolte et un accroissement des loyers. Cette situation aggrava leurs vieux ressentiments à l'égard des colons britanniques, et contribua aux pillages et aux meurtres généralisés qui suivirent la rébellion.

## La Rébellion
Les conspirateurs étaient un petit groupe de propriétaires irlandais, principalement gaéliques originaires de l'Ulster, province fortement plantée. Hugh MacMahon et Conor Maguire devaient s'emparer du Château de Dublin, tandis que Felim O'Neill et Rory O'Moore devaient prendre Derry et d'autres villes du nord. Ce plan, prévu pour le 23 octobre 1641, devait utiliser la surprise plutôt que la force armée pour atteindre ses objectifs, puis les conspirateurs formuleraient leurs demandes, espérant alors le soutien du reste du pays. Malheureusement, cette tentative de prise de pouvoir sans effusion de sang échoua, car les autorités de Dublin eurent vent du complot grâce à un informateur (un Protestant converti du nom de Owen O'Connolly), et Maguire et MacMahon furent arrêtés. Pendant ce temps, O'Neill s'empara avec succès de plusieurs forts dans le nord du pays, déclarant agir au nom du roi. Très rapidement, la violence s'étendit, hors du contrôle de ceux qui en étaient à l'origine. Les autorités anglaises de Dublin réagirent de façon excessive à cette rébellion, croyant qu'il s'agissait d'un soulèvement général des Catholiques dans le but de massacrer la population britannique protestante. Leur réaction fut d'envoyer des commandants militaires, tels que Sir Charles Coote et William St Leger (eux-mêmes colons protestants) pour maîtriser l'ensemble de la population, ce qu'ils firent en assaillant la population civile. Pendant ce temps, en Ulster, la disparition de l'autorité de l'état provoqua l'attaque généralisée par la population irlandaise autochtone des colons anglais et écossais. Felim O'Neill et d'autres chefs des insurgés essayèrent au début de faire cesser l'attaque des Protestants, mais ils furent incapables de contrôler la paysannerie locale, aiguillonnée par une haine d'origine religieuse et ethnique et par des décennies de subordination sociale et économique au profit des colons. Cette violence communautaire s'étendit en quelques mois à l'ensemble du pays. Beaucoup de seigneurs irlandais, qui avaient perdu leurs terres ou qui craignaient une expropriation, se joignirent à la rébellion et participèrent à l'attaque des colons.

## Massacres
Le nombre de Protestants tués pendant les premiers mois de l'insurrection est sujet à débat. Les premières brochures parlementaires prétendirent que plus de 100 000 colons perdirent la vie. En fait, des études récentes évoquent des nombres bien plus modestes, environ 4 000 tués, même si plusieurs milliers furent expulsés de chez eux. On estime qu'au total 12 000 Protestants au maximum auraient pu perdre la vie, la majorité mourant de froid ou de maladie après avoir été expulsés de leurs maisons en plein hiver. En règle générale, sur l'ensemble du pays, la violence des attaques s'intensifia avec le temps. Au début, les Protestants étaient battus et volés, puis leurs maisons furent brûlées, et enfin, principalement en Ulster, les massacres se généralisèrent. Lors d'un événement notoire, les habitants protestants de Portadown furent rassemblés sur un pont de la ville, puis massacrés. Dans le comté d'Armagh, des recherches récentes ont montré qu'environ 1 250 Protestants furent tués dans les premiers mois de la rébellion, soit environ le quart de la population protestante.
Des historiens modernes ont souligné que les massacres de 1641 eurent un énorme impact psychologique sur la communauté des colons protestants. Alors qu'avant la rébellion, les relations intercommunautaires s'étaient améliorées, après celle-ci, beaucoup de Protestants en Irlande partirent du principe que les Irlandais catholiques n'étaient pas dignes de confiance. Cette attitude conduisit beaucoup de colons à exercer d'impitoyables représailles, quand ils en eurent la possibilité, en particulier en 1642-1643, lorsque l'armée des Covenanters écossais débarqua en Ulster. Des massacres de civils ou de prisonniers catholiques eurent lieu en 1641-1642 dans les bois de Kilwarlin, près de Newry, dans l'île de Rathlin, à Glenmaquinn près de Strabane et aussi ailleurs. De plus, le Parlement anglais passa l'Ordinance of No Quarter à l'encontre des rebelles irlandais, décrétant que les prisonniers seraient exécutés dès leur capture. William Lecky, historien du XIXe siècle, conclut en écrivant : « Il est difficile de savoir de quel côté pencha la balance de la cruauté. »
Les massacres à grande échelle de civils cessèrent pratiquement, lorsque Owen Roe O'Neill arriva en Ulster pour commander les forces irlandaises catholiques et qu'il fit pendre plusieurs rebelles pour des attaques contre les civils. Par la suite, la guerre, bien que toujours brutale, fut menée conformément au code de conduite qu'O'Neill et le commandant écossais, Robert Munro (en), avaient appris en tant que mercenaires en Europe continentale.
Sur le long terme, le cycle des massacres, amorcé en 1641, focalisa la politique irlandaise sur les questions religieuses. Ses effets peuvent encore être observés de nos jours en Ulster, montrant que l'amertume, née des massacres de 1641, dure extrêmement longtemps. Les Protestants de l'Ulster commémorèrent le début de la rébellion tous les 23 octobre pendant plus de deux cents ans. Les images des massacres de 1641 sont toujours représentées sur les bannières de l'Ordre d'Orange. Aujourd'hui encore, les tueries sont vues par certains comme la tentative d'un génocide. En fait, si le nombre de 12 000 morts est exact, ceci représenterait moins de 10 % des colons britanniques en Irlande, bien qu'en Ulster ce pourcentage fût un peu plus élevé.

## Guerre civile et Confédération
De 1641 au début de 1642, les combats en Irlande étaient menés par de petites bandes, levées par des seigneurs locaux ou par la population locale, attaquant des civils appartenant à l'ethnie et à la religion opposées. Au début, les classes supérieures étaient réticentes à se joindre à la rébellion, en particulier les « Vieux Anglais ». Pourtant, en six mois, presque tous les nobles avaient franchi le pas. Trois raisons expliquent cette démarche.
Tout d'abord, les seigneurs locaux et les propriétaires terriens levèrent des groupes armés pour juguler la violence qui envahissait le pays, craignant qu'après le départ des colons la paysannerie irlandaise ne se retournât contre eux. En second lieu, le Parlement anglais et le gouvernement d'Irlande avaient bien précisé qu'ils tenaient tous les Irlandais catholiques pour responsables de la rébellion et du meurtre des Protestants, et que tous seraient châtiés en conséquence. Enfin, il sembla que les rebelles seraient victorieux après qu'ils eurent battus une armée gouvernementale à la bataille de Julianstown. Cet espoir fut bientôt détruit lorsque les rebelles échouèrent devant Drogheda. Mais, à ce moment-là les seigneurs du Pale s'étaient déjà engagés dans la rébellion.
Au début de 1642, les forces rebelles étaient principalement concentrées en quatre points : en Ulster, sous le commandement de Felim O'Neill (en), dans le Pale autour de Dublin, commandées par le vicomte Gormanstown, dans le sud-est sous les ordres de la famille Butler, en particulier par Lord Mountgarret, et enfin dans le sud-ouest, menées par Donagh MacCarthy, vicomte de Muskerry. Dans les régions où les colons britanniques étaient concentrés, comme autour de Cork, de Dublin, de Carrickfergus ou de Derry, ils levèrent des milices d'autodéfense, qui parvinrent à maintenir à distance les troupes rebelles.
Charles Ier était initialement hostile aux rebelles, et il envoya une importante armée à Dublin pour réprimer l'insurrection. Le Parlement écossais fit de même, envoyant une armée en Ulster pour défendre ses compatriotes. Toutefois le déclenchement de la guerre civile empêcha une rapide défaite des rebelles. Entre autres raisons, le Parlement anglais ne faisait pas confiance à Charles aux commandes d'une armée, destinée à combattre en Irlande, craignant qu'elle ne fût ensuite utilisée contre lui. À cause de la guerre civile en Angleterre, les troupes anglaises furent retirées d'Irlande, et la situation militaire n'évolua plus.
Ceci donna du répit aux Irlandais catholiques, leur permettant de créer la Confédération irlandaise, qui allait gérer l'effort de guerre irlandais. Cette initiative en revint au clergé catholique et à de grands propriétaires fonciers, comme le vicomte de Gormanstown et Lord Mountgarret. À l'été 1642, la rébellion proprement dite était terminée. Elle céda la place à une guerre conventionnelle entre les Irlandais catholiques, qui contrôlaient les deux tiers du pays, et les Britanniques qui tenaient des enclaves en Ulster, à Dublin, et autour de Cork dans le Munster. La Confédération irlandaise se rangea du côté des Royalistes avec la promesse de l'autogouvernance, et des pleins droits civiques pour les Catholiques après la guerre. Elle fut finalement écrasée par les armées du Parlement anglais entre 1649 et 1653 lors de la reconquête cromwellienne de l'Irlande, et la possession des terres passa presque exclusivement aux mains des Protestants.

## Sources
- O'Siochru, Micheal, Confederate Ireland 1642-49, Four Courts Press Dublin 1999.
- Lenihan, Padraig, Confederate Catholics at War 1641-49, Cork University Press, Cork 2001.
- Ohlmeyer, Jane and Kenyon, John (ed.s), The Civil Wars, Oxford University Press, Oxford 1998.
- Canny, Nicholas, Making Ireland British 1580-1650, Oxford University Press, Oxford 2001.